# هیدن مدوز (کالیفرنیا)
هیدن مدوز (به انگلیسی: Hidden Meadows) یک منطقهٔ مسکونی در ایالات متحده آمریکا است که در شهرستان سن دیگو، کالیفرنیا واقع شده‌است. هیدن مدوز ۱۷٫۰۴۹ کیلومتر مربع مساحت و ۳٬۴۸۵ نفر جمعیت دارد و ۴۵۶ متر بالاتر از سطح دریا واقع شده‌است.